# Offensive de Deir ez-Zor (2023)
Pour les articles homonymes, voir Offensive de Deir ez-Zor.
Guerre civile syrienne
Batailles
L'offensive de Deir ez-Zor a lieu du 27 août au 6 septembre 2023, lors de la guerre civile syrienne. Elle débute par une révolte de clans arabes contre les Forces démocratiques syriennes, dominées par les Kurdes. 

## Contexte

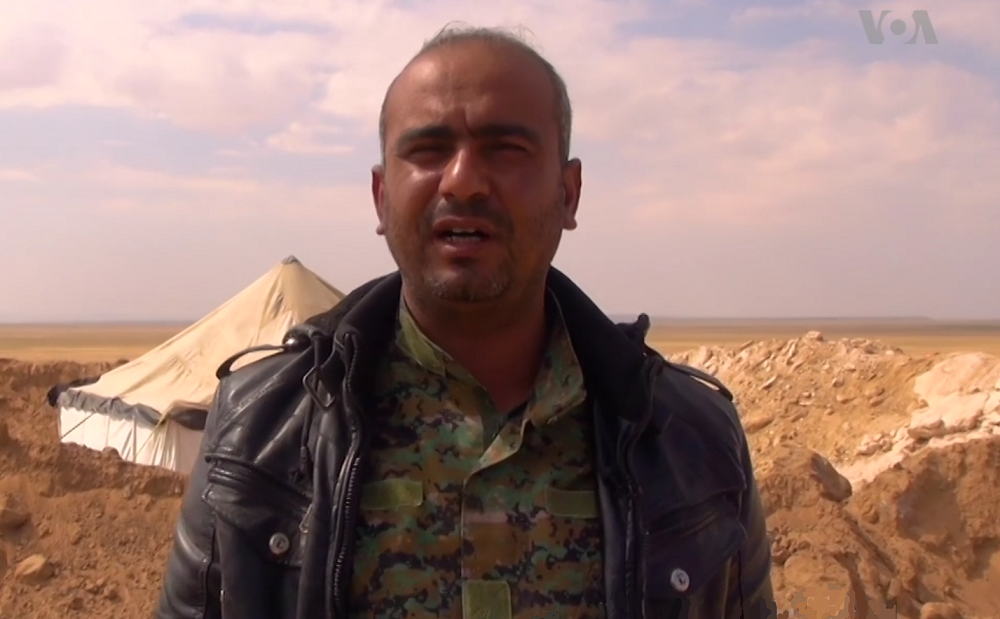
Ahmad al-Khabil, dit Ahmad Abou Khawla, chef du Conseil militaire de Deir ez-Zor, en mars 2017.

Depuis 2019, le gouvernorat de Deir ez-Zor, autrefois presque entièrement contrôlé par l'État islamique, est partagé entre l'armée syrienne soutenue par la Russie à l'ouest et les Forces démocratiques syriennes (FDS) soutenues par la coalition internationale à l'est. Ces deux forces sont séparées par le fleuve Euphrate. Après sa défaite à la bataille de Baghouz, l'État islamique ne contrôle plus aucun territoire, mais il conserve quelques cellules clandestines qui mènent ponctuellement des attaques contre l'armée syrienne et les FDS.
Cependant, si en 2019 des groupes arabes et kurdes affrontent ensemble l'État islamique au sein des Forces démocratiques syriennes, celles-ci restent dominées par les Kurdes du Parti de l'union démocratique (PYD), ce qui suscite des tensions entre les deux communautés. Après les combats, les FDS établissent une administration autonome qui gère la région par l'intermédiaire de conseils civils et militaires locaux. Le Conseil militaire de Deir ez-Zor, un groupe armé arabe local affilé aux FDS, est chargé de veiller à la sécurité de certaines partie du gouvernorat de Deir ez-Zor, peuplé en très grande majorité d'Arabes.
Le 27 août 2023, Ahmad al-Khabil, dit Ahmad Abou Khawla, chef du Conseil militaire de Deir ez-Zor, est arrêté à Hassaké par les Kurdes,,. Les FDS annoncent alors que celui-ci a été arrêté en raison de son implication dans des trafics de drogue, de son inefficacité dans la lutte contre les cellules clandestines de l'État islamique, de ses liens présumés avec le régime syrien et pour la création d'une milice d'un millier d'hommes autonomes des FDS,,,. Un militant local indique également à l'AFP qu'Ahmad Abou Khawla « était connu pour ses activités de contrebande, qui lui ont rapporté une fortune considérable au fil des ans ».  

## Déroulement
L'arrestation d'Ahmad Abou Khawla suscite des tensions qui dégénèrent en accrochages. Omar Abu Layla, un journaliste local à la tête du site d'informations DeirEzzor24, estime qu'« en fait il s'agit d'un règlement de comptes. Des commandants corrompus se sont sentis menacés après l'arrestation d'Abou Khawla et ont essayé de transformer la situation en une question tribale et arabe afin de se protéger ». La révolte est lancée par des proches de Abou Khawla, qui appartient à la tribu des Boukeyir,. Ces derniers sont ensuite rejoints par des combattants des tribus Akaidat et Chaïtat. Cependant, même si elles partagent des griefs contre les FDS, la plupart des tribus arabes de Deir ez-Zor ne participent pas à la révolte.
Le 28 août, des affrontements éclatent dans plusieurs villages à l'est du gouvernorat de Deir ez-Zor. Les FDS annoncent le lancement d'une « opération pour renforcer la sécurité » dans la région. Des Kurdes des YPG et des Arabes du Liwa Chamal al-Democrati et d'autres groupes participent notamment à l'opération,. Les insurgés aurait quant à eux reçu le soutien de Nawaf al-Bachir, un chef tribal proche du régime syrien. Des embarcations remplies d'armes et affrétées par ses hommes auraient été ciblées par les FDS alors qu'elles tentaient de franchir l'Euphrate.
Le 31 août, la coalition internationale menée par les États-Unis déclare dans un communiqué que « la violence dans le nord-est de la Syrie doit cesser ». Elle appelle à la fin des combats qui pourraient profiter à l'État islamique et entraîner sa résurgence. Dans la nuit du 31 août au 1er septembre, des affrontements ont notamment lieu non loin d'une base américaine, dans le champ gazier de Conoco. Les insurgés arabes prennent également le contrôle de la route menant au champ pétrolier d'Omar, qui abrite la plus grande base américaine en Syrie.
Le 1er septembre, les insurgés s'emparent des villes d'Hajine et Al-Baghouz Fouqani, près de la frontière irakienne, qui avaient été les derniers bastions de l'État islamique lors de l'offensive de 2019. Ils contrôlent alors le sud et l'est du gouvernorat de Deir ez-Zor. En revanche, les FDS reprennent l'avantage au nord et s'emparent de plusieurs villages après avoir reçu des renforts de Raqqa et Hassaké.
Le 2 septembre, les FDS décrètent un couvre-feu de 48 heures et les combats baissent en intensité. Les FDS publient également un communiqué dans lequel elles dénoncent la « propagande » des insurgés, qui vise à « semer la discorde et briser l'unité des FDS et de la population locale ». Le porte-parole des FDS, Farhad Chami, déclare également à l'AFP qu'« il s'agit surtout d'affrontements contre des éléments du régime » et des hommes impliqués dans des trafics aux cotés d'Ahmad al-Khabil.
Cependant, au début du mois de septembre, de nouveaux fronts s'ouvrent dans les gouvernorats d'Alep, Raqqa et Hassaké, où l'Armée nationale syrienne, soutenue par la Turquie, profite des troubles pour attaquer des positions tenues conjointement par les FDS et l'Armée arabe syrienne. Les rebelles seraient parvenus à couper l'autoroute M4 et des frappes aériennes sont menées par l'aviation russe dans la région de Manbij. D'autres combats ont lieu près de Aïn Issa, au nord de Raqqa, et près de Tall Tamer, au nord-ouest de Hassaké,. Le 3 septembre, ces affrontements font au moins 18 morts chez les rebelles et cinq chez les loyalistes selon l'Observatoire syrien des droits de l'homme (OSDH).
Le 3 septembre, deux responsables américains, le sous-secrétaire d'État adjoint aux affaires du Proche-Orient, Ethan Goldrich, et le major général Joel Vowell, commandant de la coalition internationale, rencontrent des responsables des FDS et des dirigeants arabes tribaux de Deir ez-Zor pour tenter de calmer la situation. Selon le porte-parole des FDS, Farhad Chami, la journée est relativement calme dans la région de Deir ez-Zor et les tensions ne semblent persister que dans seulement un village, sur les cinq touchés par les récentes révoltes.
Le 4 septembre, les FDS acheminent des renforts et convergent vers la localité de Dheibane — ou Zeiban — où sont retranchés des dizaines de combattants menés par Ibrahim al-Hafl, chef de la tribu arabe des Akaidat,,. Selon le journaliste Omar Abu Layla : « Il semble que les autres tribus ont décidé de ne pas participer aux combats » limitant ainsi la tension à Dheibane.
Le 6 septembre, les FDS annoncent la « fin des opérations militaires ». Leur porte-parole, Farhad Chami, déclare : « L'opération de nettoyage de la localité de Dheibane des groupes armés a atteint son stade final. Les FDS ont commencé à ratisser les quartiers et les maisons à la recherche de combattants cachés ». 
Le soir du 7 septembre, Mazloum Abdi, commandant en chef des FDS, s'engage à négocier une amnistie pour les rebelles et à « trouver des solutions aux problèmes de Deir ez-Zor par le dialogue, avec pour objectif ultime la paix, la stabilité et le développement ».
Dans les jours qui suivent, les FDS ratissent la région de Dheibane à Al-Baghouz Fouqani, sans rencontrer de résistance. Tous les villages sont repris par les FDS.

## Pertes
Selon l'Observatoire syrien des droits de l'homme (OSDH), du 27 août au 5 septembre, les combats font 90 morts et 104 blessés, dont :
- 57 morts et 58 blessés chez les combattants arabes[1]
- 24 morts et 33 blessés chez les FDS[1]
- 9 civils tués, dont deux femmes et cinq enfants, et 13 blessés[1]

## Suites
Le 25 septembre, des combats éclatent à nouveau à Dheibane et ses environs,. Le lendemain, les FDS déclarent avoir « chassé les hommes armés du régime qui s’étaient infiltrés dans la localité de Dheibane », après avoir traversé l'Euphrate. Selon l'OSDH, ces combats font au moins 21 morts chez les combattants pro-régime et trois tués du côté des FDS.

## Vidéographie
- [vidéo] Syrie : la guerre éclate entre les alliés de la Coalition à Deïrezzore, France 24, 31 août 2023.
- [vidéo] Syrie : que se passe-t-il à Deir Ezzor, une province clé dans l'est du pays ?, France 24, 4 septembre 2023.